# Timorháza
Timorháza (szlovákul Timoradza) község Szlovákiában, a Trencséni kerületben, a Báni járásban.

## Fekvése
Bántól 10 km-re északra, a Bebrava-patak partján fekszik.

## Története
A mai község területén a bronzkorban a lausitzi kultúra települése állt, melynek temetőjét is megtalálták.
A mai települést 1355-ben „Tymoraz” alakban említik először, de a falu már századokkal korábban is létezett, hiszen temploma a 13. századra keltezhető. 1389-ben „Thymorad”, 1598-ban „Thymoraz” néven szerepel a korabeli forrásokban. A zayugróci uradalomhoz tartozott. 1598-ban 25 ház állt a településen. 1720-ban 5 adózója volt. 1784-ben 30 házában 52 családban 210 lakos élt.
A 18. század végén Vályi András így ír róla: „TIMARÓCZ. Tót falu Trentsén Várm. földes Urai Gr. Kolonics, és B. Zay Uraságok, lakosai katolikusok, fekszik N. Szlatinához közel, és annak filiája; földgyei középszerűek.”
1828-ban 39 háza és 446 lakosa volt. Lakói főként mezőgazdasággal foglalkoztak.
Fényes Elek 1851-ben kiadott geográfiai szótárában így ír a faluról: „Timorácz, tót falu, Trencsén, most Felső-Nyitra vgyében, 380 lak. a zay-ugróczi urad. tartozik.”
A trianoni békéig Trencsén vármegye Báni járásához tartozott.

## Népessége
| Év:            | 1994. | 2004.   | 2014.   | 2024.   |
| -------------- | ----- | ------- | ------- | ------- |
| Emberek száma: | 523   | 507     | 529     | 481     |
| Eltérés:       |       | -3,05 % | +4,33 % | -9,07 % |

| Év:            | 2023. | 2024.   |
| -------------- | ----- | ------- |
| Emberek száma: | 483   | 481     |
| Eltérés:       |       | -0,41 % |

1910-ben 481 lakosából 467 szlovák, 8 német, 2 magyar és 4 egyéb anyanyelvű volt.
2001-ben 503 lakosából 502 szlovák volt.
2011-ben 521 lakosából 507 szlovák volt.
A település népessége a korábbiakban az alábbiak szerint alakult:
| Lakosok száma | 530  | 504  | 481  |
|               | 2017 | 2021 | 2024 |

## Nevezetességei
- Szent András apostol tiszteletére szentelt római katolikus temploma a 13. század közepén épült román stílusban, 1501-ben átépítették.
- Vízimalma a 18. század végén épült.

## Külső hivatkozások
- E-obce.sk Archiválva 2008. szeptember 16-i dátummal a Wayback Machine-ben
- Községinfó
- Timorháza Szlovákia térképén
- Tourist-channel.sk